# اینز (تگزاس)
اینز (به انگلیسی: Inez) یک منطقهٔ مسکونی در ایالات متحده آمریکا است که در شهرستان ویکتوریا، تگزاس واقع شده‌است. اینز ۱۵۴٫۳ کیلومتر مربع مساحت و ۲٬۰۹۸ نفر جمعیت دارد و ۲۰ متر بالاتر از سطح دریا واقع شده‌است.